# Apache Blood
Apache Blood és un western estatunidenc dirigit per Vern Piehl el 1975.

## Argument
Després d'una sagnant repressió de la revolta de bandes apatxes per la cavalleria, queden encara aquí o allà irreductibles molt violents. Yellow Shirt és un d'ells, que es troba davant d'una patrulla i el seu guia.

## Repartiment
- Ray Danton: Yellow Shirt
- Dewitt Lee: Sam Glass, guide
- Troy Nabors: caporal Lem Hawkins
- Diane Taylor: dona de Yellow Shirt
- Eva Kovacs: Martha Glass
- Dave Robart: soldat
- William Chatwick: soldat
- Jack Lee: soldat al fort

## Un dels pitjors westerns de la història
"Apache Blood" no és ni tan sols un espagueti western. Encara que apareix en les llistes dels espagueti westerns, "Apache Blood" no és italiana, o ni tan sols europea. Es va rodar el 1971 als EUA sota el títol " Sh’e ee Clit Soak ", que es tradueix a l'anglès com " A Man Called She ". No és cap sorpresa que aquesta pel·lícula no fos estrenada fins al 1975. L'haurien d'haver incinerat, haver enterrat les cendres i haver salat el terra.